# Ganghyeon-myeon
Ganghyeon-myeon (koreanska: 강현면)  är en socken i Sydkorea. Den ligger vid Japanska havet i kommunen Yangyang-gun och provinsen Gangwon, i den norra delen av landet, 150 km nordost om huvudstaden Seoul.